# Cherokee

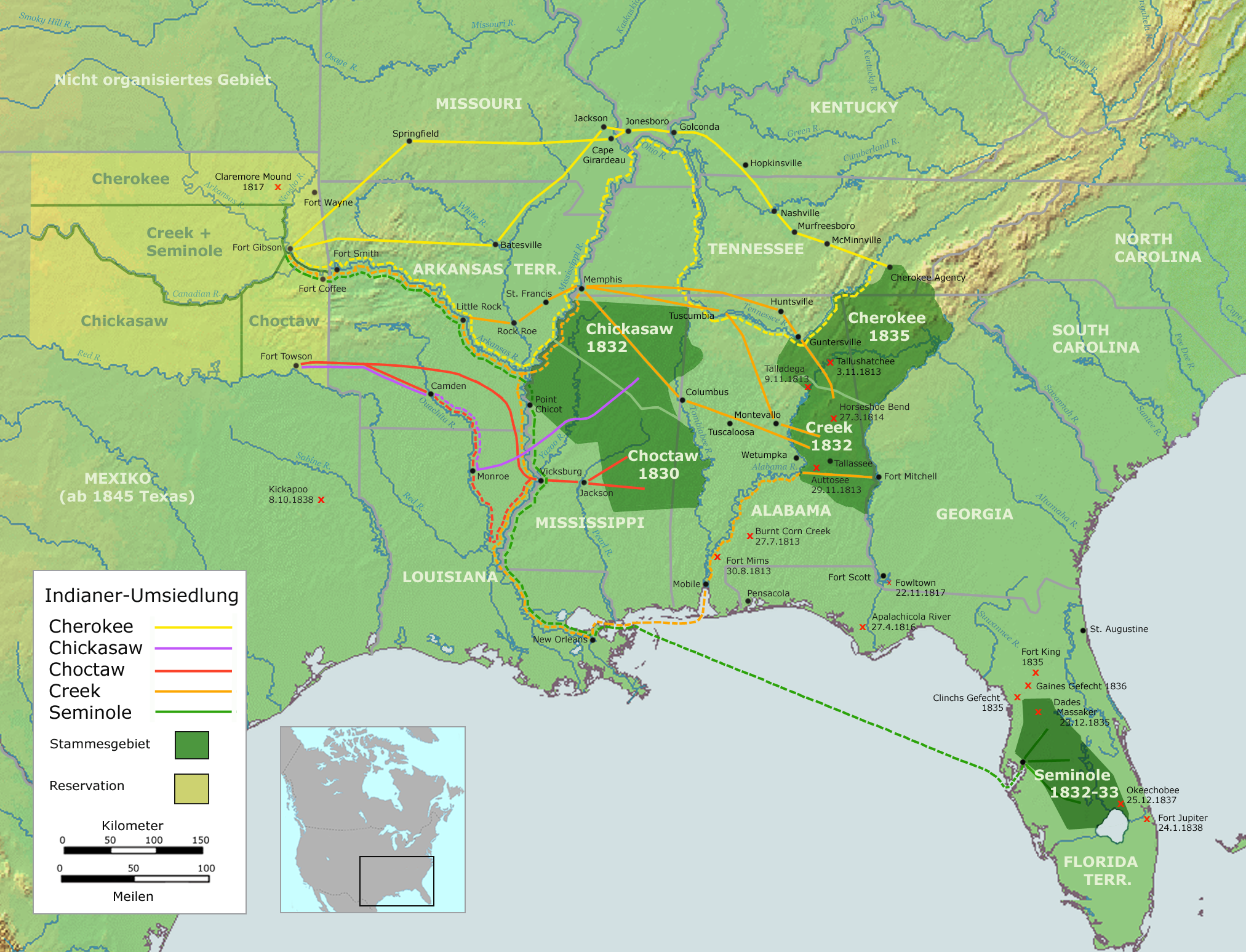
Ehemaliges Stammesgebiet der Cherokee und erste Reservation (1838), Trails of Tears und Gefechte mit indianischer Beteiligung im Südosten der USA zwischen 1811 und 1847

Die im Englischen Cherokee ([ˈtʃɛrəkiː]; deutsch Tscherokesen, Eigenbezeichnung Tsalagi (Cherokee ᏣᎳᎩ), ursprünglich auch Aniyunwiya (ᎠᏂᏴᏫᏯ Aniyvwiya) und Anikituhwagi (ᎠᏂᎩᏚᏩᎩ Anigiduwagi)) genannten Stämme sind heute das größte noch existierende indigene Volk Nordamerikas. Ihr Siedlungsgebiet umfasste ursprünglich das Gebiet vom Ohio River bis hinein in die heutigen US-Bundesstaaten Georgia und Alabama. Mit den Chickasaw, Choctaw, Muskogee und Seminolen wurden sie 1820 zu den fünf zivilisierten Nationen gezählt.

## Namensherkunft
Im Jahr 1708 trafen die Engländer zuerst auf Sprecher des Elati-Dialekts (R-Dialekt) der Cherokee-Sprache (ᏣᎳᎩ ᎦᏬᏂᎯᏍᏗ Tsalagi Gawonihisdi), die sich als Tsa-ra-gi bezeichneten, daher nannten die englischen Siedler diese Cherokee. Die Spanier trafen von Süden kommend jedoch zuerst auf Sprecher des Otali-Dialekts (L-Dialekt), die sich als Tsa-la-gi bezeichneten. Daher die spanische Bezeichnung, die erstmals 1755 erwähnt wird als Tchalaquei oder Chalaque. Da der Elati-Dialekt nicht mehr gesprochen wird, nennen sich heutige Cherokee: Tsi-tsa-la-gi – „Ich bin ein Cherokee“, wörtlich „Ich bin ein Tsa-la-gi“ oder einfach als Tsalagi (ᏣᎳᎩ).
Der korrekte Name, mit dem sich die Cherokee bezeichnen, ist jedoch Aniyvwiyaʔi (ᎠᏂᏴᏫᏯᎢ, ᎠᏂᏴᏫᏯ Aniyvwiya, deutsch ‚Wirkliches oder Erstes Volk‘, abgeleitet von Yun-wi ‚Person‘, ya ‚wirklich‘ oder „erste“ und dem Präfix Ani, Singular: yun-wi-yah) oder Anikituhwagi (ᎠᏂᎩᏚᏩᎩ Anigiduwagi, deutsch ‚Volk von Kituhwa‘, einer einst zu den Middle Towns gehörenden Stadt, die unter den Cherokee als älteste Stadt sowie ihre Mutterstadt gilt).

## Geschichte

### 1300–1800

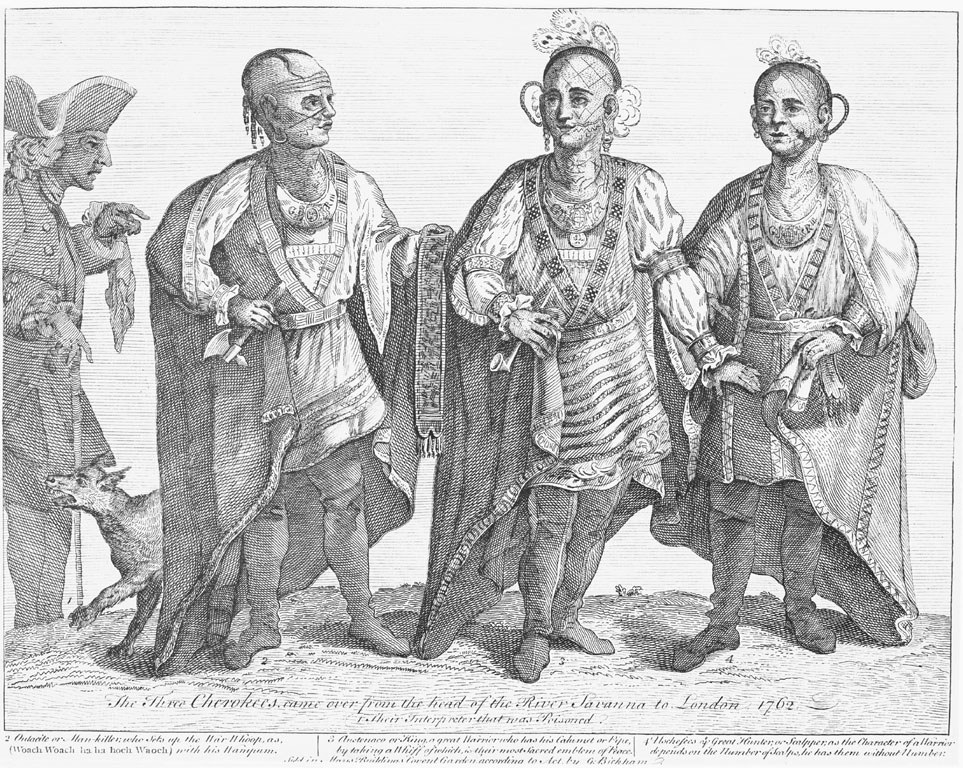
Drei Cherokee in traditioneller Tracht, 1762

Wegen der Sprachverwandtschaft wird vermutet, dass die Cherokee von den Irokesen abstammen. Sie bildeten wohl bereits um Anfang 1300 ein eigenes Volk. Zur Zeit der Entdeckung Amerikas durch Christoph Kolumbus 1492 waren die Cherokee das mächtigste Volk im östlichen Teil Nordamerikas. Sie bewohnten im südlichen Teil der Appalachen ein Gebiet von ungefähr 60.000 Quadratkilometern.
Den ersten Kontakt mit Europäern hatten sie um 1540, als der spanische Eroberer Hernando de Soto von Florida aus nach Norden in ihr Gebiet kam. Da die Spanier nur an Gold und Silber interessiert waren, beantworteten sie die Gastfreundschaft der Cherokee mit Mord, Gewalt und Sklaverei. 1654 kam es zu den ersten Kontakten mit Engländern. Nach einigen Auseinandersetzungen schlossen die Cherokee 1684 ein erstes Handelsabkommen mit den weißen Siedlern. Sie handelten mit Fellen und Sklaven (Gefangene von anderen indigenen Stämmen) und bekamen im Gegenzug Waffen, Werkzeuge und Tiere für die Farmwirtschaft.

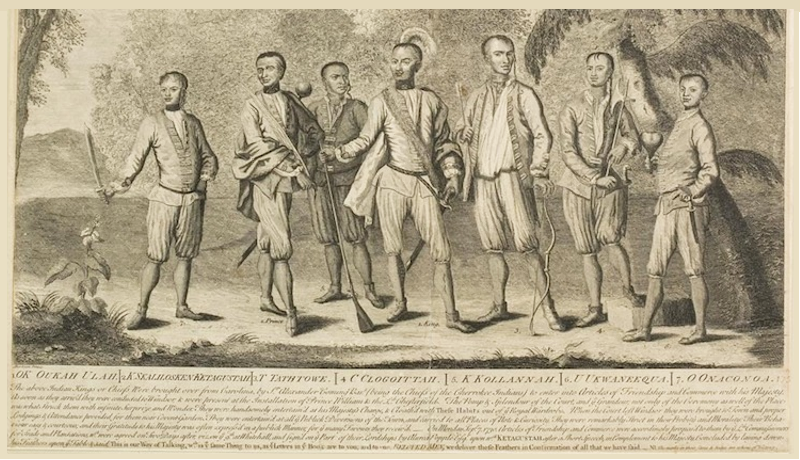
Cherokee Delegation 1730 in London

1721  wurde ein weiterer Handelsvertrag mit der Kolonie South Carolina geschlossen, der die Handelsbeziehungen festigte und die Grenze zwischen der Kolonie und den Cherokee klar definierte. Die Cherokee begannen auch Handelsbeziehungen mit den in Alabama ansässigen Franzosen aufzubauen, von denen sie mehr respektiert wurden. Um eine Allianz mit den Franzosen zu verhindern, kam Sir Alexander Cuming (1691–1775) als Unterhändler von der britischen Krone mit dem Auftrag, die Cherokee stärker an England zu binden. 1730 reisten sieben Vertreter des Stammes in Begleitung von Cuming auf dem englischen Kriegsschiff HMS Fox nach England, um mit König Georg II. ein Freundschafts- und Handelsabkommen zu schließen. Der „indische Prinz“ Soltan-gjin Achmet von Magate hatte sich der Delegation in Carolina angeschlossen. Ein weiterer Vertrag, der 1743 in Charleston geschlossen wurde, sicherte England den alleinigen Handel mit den Cherokee und stellte gleichzeitig sicher, dass jeder Weiße nichtbritischer Herkunft von dem Territorium der Cherokee vertrieben wurde. Im Gegenzug lieferte England Waffen und Munition.
Im French and Indian War von 1754 bis 1763 kämpften die Cherokee an britischer Seite, die den Krieg schließlich für sich entschied und die Franzosen vertrieb. Nach dem Pontiac-Aufstand von 1763 verursachte die königliche Proklamation, nach der britische Siedler östlich der Appalachen bleiben mussten und das Gebiet westlich davon den Indigenen vorbehalten blieb, Unmut unter den Siedlern. Die Siedler ignorierten die Proklamation und drangen nach Westen in das Gebiet der Cherokee vor.

Politische Karte von 1775

Im amerikanischen Unabhängigkeitskrieg von 1775 bis 1783 standen die Cherokee erneut an der Seite der Briten. Nachdem der Unabhängigkeitskrieg für die Briten verloren war, versuchten die Cherokee 1793, Unterstützung von Spanien zu bekommen. Präsident George Washington (1732–1799) versicherte den Cherokee, dass sie Ausbildung und Unterstützung bekommen und als Vorbild für die Integration anderer indigener Völker dienen sollten. Die Cherokee nahmen das Angebot an und übernahmen damit auch die politischen und ökonomischen Strukturen der Weißen. Diese Vereinbarung bewahrte sie aber nicht davor, von den weißen Eindringlingen vertrieben zu werden.

### 1800–1999
In der Georgia-Vereinbarung von 1802 sagte Präsident Thomas Jefferson (1743–1826) Georgia zu, die Cherokee als Ausgleich für Landabtretungen an Alabama und Mississippi zu deportieren.
1820 wurde in den Stammesgebieten in Georgia und Alabama die Cherokee Nation gegründet und ein Regierungssystem nach dem Vorbild der USA eingesetzt. Die Westlichen Cherokee, auch als Keetoowah Cherokee bekannt, stimmten in einem 1828 geschlossenen Vertrag der Umsiedlung zu und bekamen Land im Nordosten Oklahomas zugewiesen. Die Cherokee Nation und die Östlichen Cherokee lehnten eine Zwangsumsiedlung ab und widersetzten sich.
1829 wurde im Gebiet der Cherokee Gold gefunden. Der spätere siebte Vizepräsident der Vereinigten Staaten, John C. Calhoun aus South Carolina erwarb die Calhoun Mine und gründete zur Ausbeutung der Region eine Bergbaugesellschaft, deren Leitung er seinem  späteren Schwiegersohn Thomas Green Clemson übertrug.
Am 28. Mai 1830 unterzeichnete Präsident Andrew Jackson (1767–1845) den Indian Removal Act, der die Vertreibung der Cherokee aus ihren Stammesgebieten und die Umsiedlung nach Oklahoma beinhaltete. Einer Klage der Cherokee vor dem U.S. Supreme Court wurde 1832 stattgegeben und das Gesetz für nichtig erklärt. Präsident Jackson ignorierte das Urteil jedoch und ordnete die Vertreibung von 18.000 Cherokee an. 1835 gelang es Jackson, einige Stammesmitglieder zu bewegen, ihrer  Vertreibung zuzustimmen, die er ihnen mit einer Zahlung von 5,7 Mio. US-$ und Landversprechungen im Indianerterritorium, dem späteren Oklahoma, schmackhaft gemacht hatte. Jackson erzwang den Vertrag, obwohl dieser sich gegen den Willen von 90 % der Cherokee richtete. Zirka 1.000 Stammesmitglieder konnten entkommen, der Rest wurde von der US-Armee vertrieben. Auf dem Pfad der Tränen von 1838 bis 1839 starben mehr als 4.000 Cherokee.
Jene Cherokee, die der Zwangsumsiedlung entkamen, bezeichnen sich heute als Eastern Band of Cherokee Indians; die beiden Gruppen, die in Oklahoma sesshaft wurden, nennen sich Cherokee Nation und United Keetoowah Band of Cherokee Indians.
1859 wurde die Keetoowah Society gegründet, um Traditionen zu pflegen und gegen die Sklaverei zu kämpfen. Im amerikanischen Bürgerkrieg von 1861 bis 1865 kämpften die Keetoowah Cherokee auf der Seite der Nordstaaten. Die beiden anderen Stämme der Cherokee schlugen sich auf die Seite der Konföderation. Für sie waren Sklavenhandel und Sklavenhaltung Teil ihrer Stammeskultur.
1887 wurde der General Allotment Act verabschiedet, der festlegte, dass Land, das zuvor den gesamten Stämmen gehört hatte, privaten Personen zugeordnet werden musste. Von 1889 an wurde nicht an Privatpersonen verteiltes Land indigener Gruppen an weiße Siedler vergeben.
1898 verbot der Curtis Act Stammesgerichte abzuhalten. Dem folgten 1907 die Abschaffung und das Verbot einer eigenen Stammesregierung. 1934 wurde durch den Indian Reorganization Act Land an die Stämme zurückgegeben und wieder eine gewisse  Selbstverwaltung erlaubt. 1961 erhielten die Cherokee 15 Millionen US-Dollar Entschädigung von der U.S. Claims Commission für geraubtes Land. Ein 96 Meilen langes Segment des Arkansas River wurde den Cherokee vom U.S. Supreme Court 1970 zugesprochen.
1984 hielten die Eastern Band of Cherokee Indians und die Cherokee Nation nach 146 Jahren ihre erste gemeinsame Stammesratssitzung ab. Dem folgte 1988 zusammen mit der Cherokee Nation und den United Keetoowah Band of Cherokee Indians eine erste gemeinsame Gedenkveranstaltung zum Trail of Tears von 1838/1839. Nach Unterzeichnung der Selbstverwaltungsvereinbarung 1990 fand dann 1991 die erste Stammeswahl für die Selbstverwaltung statt.

### Reduzierung der Bevölkerung
Von den spanischen Eroberern angefangen bis hin zum amerikanischen Bürgerkrieg wurde die Stammesbevölkerung durch kriegerische Auseinandersetzungen und durch Mord und Vertreibung erheblich reduziert. Die Europäer schleppten zahlreiche Krankheiten ein, gegen welche die indigene Bevölkerung nicht resistent war. In zwei großen Pockenepidemien 1738 und 1753 starb mehr als die Hälfte der Cherokee. Wie groß der Stamm der Cherokee bei der Ankunft der Spanier war, ist nicht bekannt. Wenn man britischen Schätzungen von 1674 Glauben schenkt, hatte der Stamm der Cherokee 1674 zirka 50.000 Mitglieder.  Nach den Pockenepidemien wurden zirka 20.000–25.000 Menschen geschätzt, rund ein Viertel davon verloren ihr Leben im Bürgerkrieg und wiederum rund ein Viertel starben auf dem Pfad der Tränen nach Oklahoma.

## Sprache und Schrift

Beispiele für die Cherokee-Schrift

Die Sprache der Cherokee (ᏣᎳᎩ ᎦᏬᏂᎯᏍᏗ, Tsalagi Gawonihisdi) ist grammatisch eine polysynthetische Sprache und gehört zur irokesischen Sprachfamilie.
Die Cherokee-Sprache hatte drei Dialekte:
- Elati-Dialekt (Lower Cherokee, Eastern Cherokee, R-Dialekt)
- Kituhwa-Dialekt (Middle Cherokee, L-Dialekt)
- Otali-Dialekt (Upper Cherokee, Western Cherokee, Overhill Cherokee, L-Dialekt)

Der Elati-Dialekt (Lower Cherokee, Eastern Cherokee, R-Dialekt) ist ausgestorben. Er wurde in Cherokee-Städten im heutigen South Carolina gesprochen, die als erste Kontakte mit den Engländern knüpften. Wegen der Kriege im 18. und 19. Jahrhundert starb der Elati-Dialekt gegen 1900 aus. Wegen seiner Isolation wurde der Kituhwa-Dialekt (Middle Cherokee, L-Dialekt) weniger von benachbarten indigenen Kulturen und Sprachen beeinflusst. Der Otali-Dialekt (Upper Cherokee, Western Cherokee, Overhill Cherokee, L-Dialekt) ist der weichste und musikalischste der Cherokee-Sprache.
Von 1809 bis 1819 entwickelte Sequoyah (1770–1843), Sohn einer Cherokee und eines europäischen Händlers, eine Silbenschrift, das Cherokee-Alphabet. Verbreitung fand diese Schrift auch über die erste Zeitung der Cherokee, den ab 1828 veröffentlichten Cherokee Phoenix. Die Schrift wird noch heute verwendet und gelehrt, auch wenn nur rund zehn Prozent der Cherokee die Cherokee-Sprache muttersprachlich beherrschen. Die Schrift wurde 1999 in Unicode 3.0.0 aufgenommen und ist seitdem auch in der Datenverarbeitung international normiert nutzbar.

## Religion
Die Religion der Cherokee war sowohl animistisch als auch polytheistisch: Die ganze Welt galt als von Geistern bevölkert, die an bestimmten Orten wohnten. Mit den vier Himmelsrichtungen wurden bestimmte Tiergeister in Verbindung gebracht; im Himmel wohnten diverse Götter, allen voran die Sonnengöttin. Zusammen mit ihrem Bruder Mond wurden beide Götter respektvoll als Großeltern angesprochen, obwohl damit keine Abstammung der Menschen verbunden war. Weitere Götter waren z. B. der Donnerer, zwei Donnersöhne und der „vergöttlichte Fluss“. Das Feuer wurde als Repräsentant der Sonne auf der Erde angesehen. Der Rauch, der von den Flammen des heiligen Ratsfeuers aufstieg, trug die Gebete des Volkes und diverse Speiseopfer zu den Geistern empor. Der Morgenstern verkörperte einen abtrünnigen Priester, der in den Himmel geflohen war, als ihn einige Krieger für den bösen Zauber bestrafen wollten, den er in ihren Dörfern verbreitet hatte. Seit dieser Zeit wanderte der leuchtende Stern über das Firmament. Neben der Oberwelt, in dem die Götter wohnten, und der Welt der Menschen nahmen die Cherokee auch eine Unterwelt an, in der bösartige Monster wie Uktena, die geflügelte Schlange, hausen.
Religion und Alltag waren eng verwoben und die Mythen, der Kult und die Zeremonien, der Glaube, Tabus und religiös-soziale Normen waren ausgesprochen komplex. Die wichtigste Zeremonie war Busk, die Grünmais-Zeremonie: Wie fast alle Zeremonien war sie mit der Landwirtschaft verbunden. Sie wurde Ende September vor der großen Ernte veranstaltet. Die Feierlichkeiten dauerten vier Tage. Zuerst wuschen sich alle Beteiligten im Fluss. Anschließend verbrannten sie den Ast eines Baumes, der von einem Blitz getroffen worden war. Dieses Holz betrachteten die Cherokee als heilig. Dann ehrten sie die Sonne, die ihnen die Ernte geschenkt hatte, mit Tänzen und Gesängen. Es gab überdies Rituale zur Krankenheilung. Der Medizinmann (Didahnvsisgi) hatte dabei Aufgaben als Priester und Heiler.
Eine wichtige Rolle spielte auch Yowa, die „geheimnisvolle Kraft hinter den Erscheinungen“. Die Bezeichnung galt als so heilig, dass sie nur von Mitgliedern der Priesterkaste (Ani-Kutani) ausgesprochen werden durfte. Yowa ist ähnlich dem Wakan der Sioux sowohl eine Gottheit als auch eine unpersönliche Kraft, die in der gesamten Schöpfung wirkt. Überdies wird Yowa manchmal als Einheit der „drei ältesten Feuer“ Uhahetaqua, Atanoti und Usquahula bezeichnet, die Yowas Wille oder Absicht, Wirken oder Vermitteln, Liebe oder Mitgefühl als drei Facetten der „unzählbaren Wege“ repräsentieren. Sie wird heute mit Jehovah übersetzt. Hier liegt möglicherweise eine Mythifizierung christlicher Ideen vor, die der Abenteurer und Ex-Jesuit Christian Gottlieb Prieber im frühen 18. Jahrhundert mitbrachte. Männer und Frauen, die Yowa hatten, waren zu besonderen – guten oder schlechten – Taten befähigt. So wurden sie etwa Heiler, Zauberkünstler, Wahrsager, Zauberer oder Hexen.
Da sich die Cherokee nach der Gründung der USA freiwillig dem Lebensstil der Euroamerikaner anpassten, öffneten sie sich auch für die christliche Religion, die bei kaum einem andern Stamm so erfolgreich war: Herrnhuter, Presbyterianer, Baptisten, Methodisten und andere evangelische Missionen wirkten bei den Cherokee und bekehrten sie bis in die 1820er Jahre, obwohl es auch Widerstände gegen die Missionare gab. Als 1830 die Zwangsumsiedlung beschlossen wurde, verteidigten die meisten Missionare die Interessen der christianisierten Indigenen als moralische Verpflichtung der USA. Da auch sie den Willen der Regierung nicht verändern konnten, wandten sich viele Cherokee frustriert von der neuen Religion ab.

## Cherokee heute

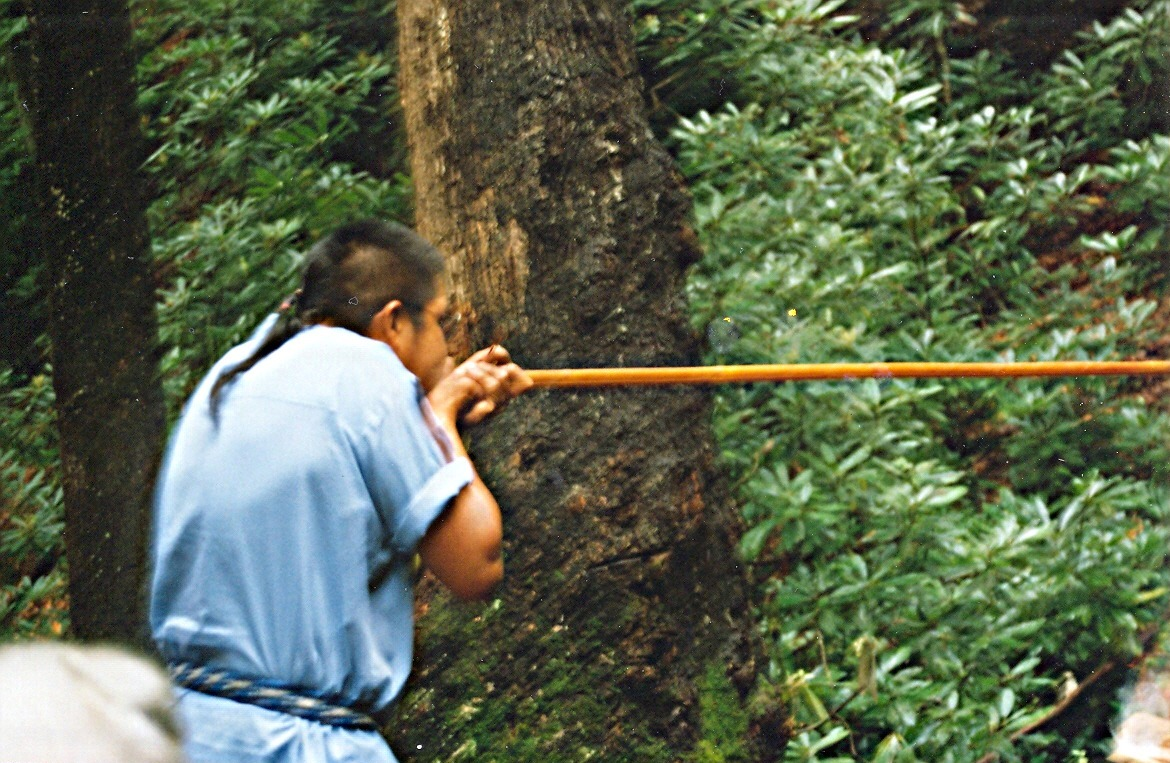
Als einziges Volk Nordamerikas verwendeten die Cherokee ein Blasrohr für die Jagd auf Kleintiere (Vorführung für Touristen)

Laut der Volkszählung des Jahres 2010 lebten in den Vereinigten Staaten 819.105 Cherokee oder Cherokee-Stämmige. Sie sind damit mit Abstand die größte indigene Volksgruppe. Von den rund 281.000 Cherokee reiner Abstammung, die beim Census im Jahr 2000 in den USA gezählt wurden, stammten rund 97.300 aus Oklahoma, rund 13.000 aus North Carolina, rund 9.000 aus Alabama, rund 5.600 aus Georgia, rund 5.500 aus Tennessee und rund 3.000 aus South Carolina. Der Rest lebt verstreut in den anderen Staaten.
Den Cherokee geht es heute ökonomisch gesehen vergleichsweise gut. Zum Beispiel sind in den letzten 30 bis 40 Jahren um die Cherokee-Nation-Organisation herum einige Industriezweige entstanden, wo die Stammesangehörigen arbeiten und Geld verdienen können (Cherokee CRC, LLC (CCRC) Professional and Environmental Service, Cherokee Nation Enterprises, Cherokee Nation Industries, Cherokee Nation Business, um nur einige zu nennen). Die Cherokee Nation selbst, selbstverwaltet und regierungsähnlich organisiert, brachte es 2006 auf einen Etat von rund 380 Millionen US-Dollar.
Die Cherokee hatten sich von Beginn an den weißen Eindringlingen stärker angepasst als alle anderen Völker Nordamerikas. Diese Anpassung und die Übernahme europäischer Strukturen hat ihnen zumindest einen relativen wirtschaftlichen Erfolg beschert. Für ihre Kultur und für ihre Identität war das Eindringen der weißen Neusiedler eine Katastrophe, für die Wiederherstellung ihrer Kultur und ihrer Identität kämpfen sie heute immer noch.

## Bekannte Cherokee
Einer der bekanntesten Cherokee ist der Schauspieler Wes Studi. Er spielte u. a. in Filmen wie The Doors, Der mit dem Wolf tanzt und Der letzte Mohikaner mit. Im Film Geronimo – Eine Legende verkörpert er den berühmten Apachenhäuptling.
Zu bekannten Persönlichkeiten, die unter anderem Cherokee-Vorfahren haben, zählen u. a. Hollywoodstars wie Chuck Norris und Burt Reynolds, der Rock-’n’-Roll-Sänger Elvis Presley und der Sänger und Gitarrist Jimi Hendrix.

### Von der amerikanischen Bundesregierung anerkannte Stämme der Cherokee
Mehr als 200 Gruppen behaupten, zu den Cherokee zu zählen, doch nur drei wurden von der Bundesregierung anerkannt, d. h. sind sogenannte federally recognized tribes. Weitere Gruppen wurden von einzelnen Staaten anerkannt  (state-recognized tribes, state-recognized groups), doch sind deren Kriterien wesentlich weniger streng und zuweilen widersprüchlich. Die drei anerkannten Gruppen wehren sich gegen oftmals nicht nachweisbare Behauptungen, auch einzelner Individuen, von den Cherokee abzustammen.

#### Cherokee Nation

Flagge der Cherokee-Nation

Die Cherokee Nation wurde 1820 im Stammesgebiet in Georgia und Alabama gegründet. Nach der Zwangsumsiedlung nach Oklahoma und der Staatsgründung von Oklahoma 1907 wurde die Cherokee-Stammesregierung aufgelöst, und die Cherokee verloren das Recht, ihren Führer zu wählen und ihre Sprache zu sprechen. Durch die Unterzeichnung des Congressional Act durch Präsident Richard Nixon erhielten die Cherokee das Recht zur Selbstverwaltung zurück. Die überlebenden Cherokees formierten sich neu und bildeten eine der erfolgreichsten Organisationen der indigen amerikanischen Bevölkerung.
Von 1985 bis 1995 war die 1945 geborene Wilma Pearl Mankiller der erste weibliche Chief (engl. „Häuptling“ bzw. „Oberhaupt“) der Cherokee-Nation. Sie erhielt von Präsident Bill Clinton die Presidential Medal of Freedom, die höchste zivile Ehrung der USA. Sie starb am 6. April 2010. Principal chief ist seit 2019 Chuck Hoskin Jr.
Das Motto der Cherokee Nation sind „The five Cs“ (die fünf C) für: „Country“ (Land) – die Souveränität der eigenen Nation ausüben, „Competence“ (Kompetenz, Fähigkeit) – Organisation und Effizienz maximieren, „Capacity“ (Kapazität) – ihren Landsleuten helfen, „Community“ (Gemeinschaft) – Stammesmitglieder unterstützen und bestärken, „Culture“ (Kultur) – die eigene Sprache sprechen und singen.
Die Cherokee Nation gibt an, heute zirka 230.000 Mitglieder zu haben. Die Mitglieder der Cherokee Nation sprechen den Otali-Dialekt (Upper Cherokee, Western Cherokee, Overhill Cherokee, L-Dialekt) der Cherokee-Sprache (ᏣᎳᎩ ᎦᏬᏂᎯᏍᏗ, Tsalagi Gawonihisdi).

#### United Keetoowah Band of Cherokee Indians (UKB)

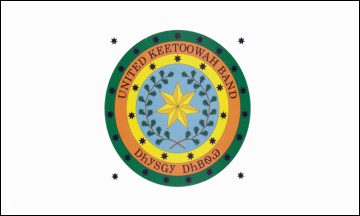
Flagge der United Keetoowah Band of Cherokee Indians

Die United Keetoowah Band of Cherokee Indians in Oklahoma (ᎠᏂᎩᏚᏩᎩ ᎠᏂᏣᎳᎩ) sehen sich als Nachkommen von Cherokee, die vormals in der früheren Cherokee-Stadt Keetoowah (abgel. von Kituhwa) lebten, die einst zu den Middle Towns zählte und entlang des Tuckasegee River nahe dem heutigen Bryson City lag. Die Cherokee glauben, dass Kituhwa die älteste Stadt der Cherokee war. Sie nannten sich daher Keetoowah, Kituhwah, Ani' Kituhwagi, Anigiduwagi (‘Volk von Kituhwa’) oder Anitsalagi. 1828 wurden sie nach vertraglichen Zusagen der Regierung nach Oklahoma umgesiedelt.
Nach der Vertreibung und dem drohenden Verlust der Sprache und Identität bildete sich die Keetoowah Nighthawk Society als ein Geheimbund, mit dem Ziel, Sprache, Kultur und Gebräuche zu bewahren und sich vor Zensur und Repressalien durch die Vereinigten Staaten zu schützen. Diese Gruppe war später an der Bildung der United Keetoowah Band of Cherokee Indians in Oklahoma im Jahre 1946 beteiligt. Diese Gruppe der Cherokee spricht den Kituhwa-Dialekt (Middle Cherokee, L-Dialekt) der Cherokee-Sprache (ᏣᎳᎩ ᎦᏬᏂᎯᏍᏗ, Tsalagi Gawonihisdi).
Heute leben etwa 12.000 Mitglieder der United Keetoowah Band of Cherokee Indians im Nordosten Oklahomas. Die Organisation ist politische Vertretung des Stammes und Helfer in allen Lebenslagen für seine Mitglieder. The United Keetoowah Band of Cherokee Indians verlangt mindestens ein Viertel Cherokee-Abstammung, um Mitglied zu werden. Zudem müssen alle Stammesmitglieder überprüfbare Abkommenschaft von einer Person mit Cherokee-Herkunft entweder von der Dawes Roll oder der UKB Base Roll von 1949 nachweisen können.

#### Eastern Band of Cherokee Indians (EBCI)
Die Eastern Band of Cherokee Indians (ᏣᎳᎩᏱ ᏕᏣᏓᏂᎸᎩ, Eigenbez.: Tsalagiyi Detsadanilvgi) hat ihren Verwaltungssitz in Cherokee innerhalb der Qualla Boundary im Westen von North Carolina, ca. 96 km westlich von Asheville, North Carolina, ca. 130 km östlich von Knoxville, Tennessee sowie 270 km nördlich von Atlanta, Georgia. Die Qualla Boundary ist jedoch keine Reservation, sondern ein sog. land trust des Bureau of Indian Affairs (BIA, ‘Amt für indianische Angelegenheiten’) und befindet sich südlich der Great Smoky Mountains (sowie des Great-Smoky-Mountains-Nationalparks) und des Blue Ridge Parkway. Zudem besitzt die Eastern Band of Cherokee Indians Landrechte in der näheren Umgebung als auch bis zu 170 km von der Qualla Boundary entfernt, alle Gebiete zusammen umfassen ca. 213 km². Alle diese Gebiete mussten von den Cherokee erst von der US-Regierung gekauft werden, nachdem diese ihnen ihr Stammesgebiet entrissen hatten. Von den heute ca. 13.400 Stammesmitglieder leben ca. 9.000 auf Ländereien des Stammes. Die Stammesmitglieder der Eastern Band of Cherokee Indians sind überwiegend Nachkommen der Cherokee, die auf den Baker Rolls of Cherokee Indians gelistet sind. Sie werden oft auch als Oconaluftee Cherokees bezeichnet, nach einem Dorf Oconaluftee am  Oconaluftee River, nahe dem heutigen Oconaluftee Visitor Center. Oconaluftee ist das einzige bekannte permanent bewohnten Cherokee-Dorf innerhalb des Nationalparks.
1827 wurde von den Cherokee North Carolinas eine Selbstverwaltung organisiert. Die Stammesmitglieder der heutigen Eastern Band of Cherokee Indians stammen von Cherokee ab, die ihre Landrechte erfolgreich behaupten konnten, zudem von Nachkommen jener, die sich  der Zwangsumsiedlung der Cherokee nach Oklahoma (sog. Trail of Tears von 1838, Nu na da ul tsun yi — ‘the Place Where They Cried’) im Westen entziehen konnten, indem sie sich in den southern Appalachian Mountains versteckten oder, trotz der gewaltigen Entfernung, zu Fuß aus dem Westen in ihr altes Stammesgebiet zurückkehrten. Nachdem 1865 der Staat North Carolina den Cherokee ihr Stammesgebiet zugesichert hatte, wurde die Eastern Band of Cherokee Indians drei Jahre später 1868 als eigenständiger Stamm anerkannt. Am 1. Dezember 1870 wurde die Stammesregierung anerkannt.
Heute sprechen nur noch ca. 900 Stammesmitglieder der Eastern Band of Cherokee Indians innerhalb der Qualla Boundary den Kituhwa-Dialekt (Middle Cherokee, L-Dialekt) der Cherokee-Sprache (ᏣᎳᎩ ᎦᏬᏂᎯᏍᏗ, Tsalagi Gawonihisdi), 72 % davon sind über 50 Jahre alt.

### Staatlich anerkannte Stämme der Cherokee
Alabama
- Cherokee Tribe of Northeast Alabama (früher Cherokees of Jackson County, Alabama, Verwaltungssitz ist Woodville, Alabama, ca. 3.000 Stammesmitglieder)
- Echota Cherokee Tribe of Alabama (Verwaltungssitz ist Falkville, Alabama, wurden 1984 durch den Davis – Strong Act durch den Staat Alabama als Stamm auf offiziell anerkannt – State Recognition)
- United Cherokee Ani-Yun-Wiya Nation (U.C.A.N.) (früher United Cherokee Intertribal, Verwaltungssitz ist Guntersville, Alabama)
- Cherokees of Southeast Alabama (Verwaltungssitz ist Dothan, Alabama)
- Cher-O-Creek Intra Tribal Indians (Nachkommen aller fünf zivilisierten Stämme, mehrheitlich jedoch Creek und Cherokee, viele haben gleichzeitig Creek und Cherokee-Vorfahren)

Georgia
- The Georgia Tribe of Eastern Cherokee (auch Dahlonega Band oder Cane Break Band, Verwaltungssitz ist Dahlonega, Georgia, 1993 von Georgia mit GA Code OCGA 44-12-300 offiziell als state recognized tribe anerkannt, nicht identisch mit der nicht state recognized gleichnamigen in Cumming ansässige Cherokee-Gruppe,[27] einzige legitime state-recognized Eastern Cherokee)[28] – weitere drei nicht anerkannte gleichnamige Stämme (sog.: Fake Tribes):[29][30]
  - (The) Georgia Tribe of Eastern Cherokee (auch Georgia Tribe of Eastern Cherokee Inc., Cumming oder Georgia Cherokee Indians, Verwaltungssitz ist Cumming, Georgia, die meisten sind sog. mixed-bloods Cherokee, deren Vorfahren Weiße geheiratet hatten, da nur Familien mit einem Vollblutcherokee als Oberhaupt während des Trail of Tears 1838 nach Westen umgesiedelt wurden, konnten Mixed-bloods-Cherokee mit einem weißen Familienoberhaupt in Georgia bleiben. Deren Nachkommen heirateten nicht nur Weiße, sondern auch andere mixed-blood Cherokee, identifizierten sich als Tsaligi und behaupten, von Georgia 1993 mit GA Code OCGA 44-12-300 offiziell als state-recognized tribe anerkannt worden zu sein, gelten jedoch offiziell als Fake Tribe)[28]
  - The Georgia Tribe of Eastern Cherokee Indians Inc., Dahlonega (Verwaltungssitz Dahlonega, Georgia, behaupten, von Georgia 1993 mit GA Code OCGA 44-12-300 offiziell als state-recognized tribe anerkannt worden zu sein, gelten jedoch offiziell als Fake Tribe)
  - The Georgia Tribe of Eastern Cherokee, Echota Fire Inc.(UKB), Dahlonega (Verwaltungssitz Dahlonega, behaupten von Georgia 1993 mit GA Code OCGA 44-12-300 offiziell als state-recognized tribe anerkannt worden zu sein, jedoch gelten sie als sog. Fake Tribe)[31]
- Cherokee Of Georgia Tribal Council, Inc. (auch The Cherokee of Georgia, Verwaltungssitz ist Saint George, Georgia, 1993 von Georgia mit GA Code OCGA 44-12-300 offiziell als state-recognized tribe anerkannt)
- The American Cherokee Confederacy, Inc. (Verwaltungssitz ist Albany, Georgia)[32]

Kentucky
- Southern Cherokee Nation of Kentucky, Inc. (Verwaltungssitz ist Henderson, Kentucky, leben heute meist in den Gemeinden Scuffltown und Henderson, Kentucky, wurden 1893 offiziell vom Staat Kentucky durch Governor John Y. Brown als „state recognized Indian tribe“ anerkannt)[33]

Louisiana
- Four Winds Tribe, Louisiana Cherokee Confederacy (wurden von Louisiana 1997 als Stamm innerhalb des Staats anerkannt; die Mehrzahl sind Cherokee, jedoch gibt es auch einige Choctaw-, Micmac-, Attakapa- und Creek-Nachkommen. Aus Angst vor Wegnahme ihres Landes versteckten sie sich und hatten ihre indigene Identität verleugnet, gaben als „Rasse“ oft White, Free Person of Color, Black oder Free Person an)[34]

South Carolina
- Eastern Cherokee, Southern Iroquois & United Tribes of South Carolina, Inc. (auch Cherokee Indian Tribe of South Carolina oder ECSIUT, wurden von South Carolina 2005 als eine State recognized tribal group[Anmerkungen 1] anerkannt)
- Piedmont American Indian Association Lower Eastern Cherokee Nation South Carolina (auch PAIA Lower Eastern Cherokee Nation, wurde vom Staat South Carolina 2006 als State recognized tribal group anerkannt)[35]

### Status der Nachkommen von ehemaligen Sklaven
Eine anhaltende Kontroverse innerhalb der Cherokee wird über den rechtlichen Status der Nachkommen von Sklaven, als Cherokee Freedmen bezeichnet, geführt, die die Cherokee ab ihrem Gesellschaftsumbau nach Vorbild der USA (siehe Fünf Zivilisierte Stämme) im frühen 19. Jahrhundert hielten. 1860 befanden sich 2.511 Sklaven im Besitz der Cherokee. Nach Ende des amerikanischen Sezessionskriegs verpflichtete sich der Stamm, seine 1863 freigelassenen Sklaven (freedmen) als vollwertige Stammesmitglieder aufzunehmen. Bis Ende der 1980er Jahre hatten diese jedoch weder das passive noch das aktive Wahlrecht in Stammeswahlen. Im Jahr 2006 entschied das Oberste Gericht der Cherokee (Judicial Appeals Tribunal of the Cherokee Nation), dass eine solche Einschränkung durch die Stammesverfassung nicht gedeckt sei. Gleichzeitig wurde jedoch das prinzipielle Recht anerkannt, einen solchen Widerruf der Bürgerrechte der Nachfahren schwarzer Sklaven durchzuführen, wenn die rechtlichen Rahmenbedingungen geändert werden.
Am 3. März 2007 sprachen sich die Cherokee in einer Abstimmung mit einer Mehrheit von 76,6 % für eine solche Änderung aus. Die Verfassungsänderung wurde im August 2011 vom Cherokee Nation Supreme Court, dem obersten Gericht der unabhängigen Cherokee Nation in den USA, bestätigt. Auf die Kritik afroamerikanischer Kongressabgeordneter erwiderten die Befürworter des Entscheids, dass es sich nicht um Rassismus handle, da Angehörige jeglicher ethnischer Gruppierungen Angehörige der Cherokee sein können, solange diese zumindest einen Cherokee als Vorfahren vorweisen kann. 1860 hatten 18 % der Cherokee Afrikaner unter ihren Vorfahren, nach dem Sezessionskrieg soll der Anteil erheblich gestiegen sein. Für diejenigen, die keinen Cherokee als Vorfahren vorweisen können, hat dies unmittelbare Auswirkungen, wie den Ausschluss aus der kostenlosen Gesundheitsversorgung und weiteren Bildungs- und Sozialleistungen der Cherokee Nation. Da die Cherokee völkerrechtlich als eigene Nation gelten, ist unklar, ob den Nachfahren ihrer Sklaven Rechtswege gegen den Ausschluss offenstehen.

## Lieder über die Cherokee
John D. Loudermilk hat im Jahre 1959 ein sozialkritisches Klagelied über das Schicksal der Cherokee unter dem Titel Indian Reservation (The Lament of the Cherokee Reservation Indian) verfasst, das in den Versionen von Don Fardon und Paul Revere & the Raiders jeweils Millionensellerstatus erlangte. Auch auf dem 1986 veröffentlichten Erfolgsalbum The Final Countdown der Band Europe findet sich ein Lied über die Cherokee, das deren Leid und Verzweiflung auf dem „Trail of Tears“ thematisiert. Die Band White Lion hat auf dem 1985 erschienenen Album Fight to Survive ein Lied namens Cherokee veröffentlicht, das sich mit dem Kampf und dem Leid der Cherokee befasst. Auch die Heavy-Metal-Band W.A.S.P. hat 2002 für ihr Album Dying for the World einen Titel namens Trail of Tears aufgenommen, der sich mit dem Leid der Cherokee auf dem Pfad der Tränen befasst.

## Benennungen
Zahlreiche Countys sind nach den Cherokee benannt:
- Cherokee County (Alabama)
- Cherokee County (Georgia)
- Cherokee County (Iowa)
- Cherokee County (Kansas)
- Cherokee County (North Carolina)
- Cherokee County (Oklahoma)
- Cherokee County (South Carolina)
- Cherokee County (Texas)

## Ergänzende Literatur
- R. Halliburton: Red over Black: Black Slavery Among the Cherokee Indians. Greenwood Press, Westport, Connecticut 1977, ISBN 0-8371-9034-7 (englisch).

## Film
- Chris Eyre: Wir bleiben bestehen! (3): Spuren der Tränen. Fünfteilige Dokumentarfilmreihe mit Spielszenen, USA, 2008, 74 Min. (Inhalt: Lange wehrte sich das Cherokee-Volk durch Assimilation gegen seine Vertreibung aus dem bereits beschnittenen selbstverwalteten Stammesgebiet. Nationalratspolitik. Trail of Tears, dem Pfad der Tränen.)